# Бочаров, Максим Георгиевич
Максим Георгиевич Бочаров (1916—1971) — младший сержант Рабоче-крестьянской Красной Армии, участник Великой Отечественной войны, Герой Советского Союза (1943).

## Биография
Максим Бочаров родился 9 июня 1916 года в селе Солодники (ныне — Черноярский район Астраханской области). После окончания начальной школы работал в колхозе. С 1936 года был кочегаром на судах Нижневолжского речного пароходства. В мае 1942 года был призван на службу в Рабоче-крестьянскую Красную Армию. Участвовал в Курской битве. К октябрю 1943 года младший сержант Максим Бочаров был пулемётчиком 705-го стрелкового полка 121-й стрелковой дивизии 60-й армии Центрального фронта. Отличился во время освобождения Курской области и Украинской ССР.
29 августа 1943 года в ходе боя за деревню Асмолово к северу от города Рыльска у пулемётного расчёта кончились боеприпасы, и тогда Бочаров решил достать их у противника. Обнаружив огневую точку, он напал на неё и захватил пулемёт, из которого продолжил вести огонь, способствуя освобождению деревни. Полк Бочарова дважды форсировал Днепр, и оба раза Бочаров одним из первых переправлялся на западный берег реки. 7 октября 1943 года во время боя за село Козаровичи Киевской области Бочаров поднял бойцов в атаку и ворвался в село.
Указом Президиума Верховного Совета СССР от 17 октября 1943 года младший сержант Максим Бочаров был удостоен высокого звания Героя Советского Союза с вручением ордена Ленина и медали «Золотая Звезда» за номером 1920.

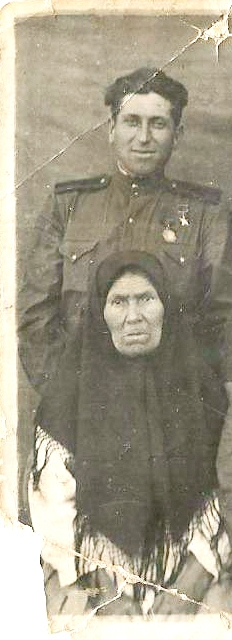

С января 1944 года был курсантом Саратовского танкового училища, однако в ноябре 1945 года был уволен в запас. Проживал в Астраханской области, затем с 1954 года — в Волгограде, работал шофёром. Скончался 13 июля 1971 года.
Был также награждён рядом медалей. В честь Бочарова назван грузовой теплоход Министерства речного флота.
Также его имя носит одна из улиц в его родном селе..